# Panamerikanische Spiele 2019/Racquetball
Bei den Panamerikanischen Spielen 2019 in der peruanischen Hauptstadt Lima fanden vom 2. bis 10. August 2019 im Racquetball sechs Wettbewerbe statt. Austragungsort waren die Racquetball Courts im Villa Deportiva Regional del Callao.
Neben den jeweiligen Einzel- und Doppelkonkurrenzen bei Männern und Frauen wurde je ein Mannschaftswettbewerb ausgetragen.

## Bilanz

### Medaillenspiegel
| Platz  | Land               | Gold | Silber | Bronze | Gesamt |
| ------ | ------------------ | ---- | ------ | ------ | ------ |
| 1      | Mexiko             | 5    | 1      | 1      | 7      |
| 2      | Bolivien           | 1    | 1      | 2      | 4      |
| 3      | Argentinien        | —    | 2      | 2      | 4      |
| 4      | Kolumbien          | —    | 1      | 2      | 3      |
| 5      | Guatemala          | —    | 1      | —      | 1      |
| 6      | Vereinigte Staaten | —    | —      | 4      | 4      |
| 7      | Costa Rica         | —    | —      | 1      | 1      |
| Gesamt | Gesamt             | 6    | 6      | 12     | 24     |

### Medaillengewinner
| Disziplin        | Gold                                                 | Silber                                      | Bronze                                                       | Bronze                                                |
| ---------------- | ---------------------------------------------------- | ------------------------------------------- | ------------------------------------------------------------ | ----------------------------------------------------- |
| Herreneinzel     | Rodrigo Montoya                                      | Álvaro Beltrán                              | Conrrado Moscoso                                             | Mario Mercado                                         |
| Herrendoppel     | Rodrigo Montoya Javier Mar                           | Conrrado Moscoso Roland Keller              | Andrés Acuña Felipe Camacho                                  | Rocky Carson Charles Pratt                            |
| Herrenmannschaft | BolivienCarlos Keller Roland Keller Conrrado Moscoso | KolumbienSebastian Franco Mario Mercado     | Vereinigte StaatenJake Bredenbeck Rocky Carson Charles Pratt | MexikoJavier Mar Rodrigo Montoya Álvaro Beltrán       |
| Dameneinzel      | Paola Longoria                                       | María José Vargas                           | Natalia Méndez                                               | Adriana Riveros                                       |
| Damendoppel      | Paola Longoria Samantha Salas                        | Gabriela Martínez María Renée Rodríguez     | Kelani Lawrence Rhonda Rajsich                               | María José Vargas Natalia Méndez                      |
| Damenmannschaft  | MexikoPaola Longoria Montserrat Mejía Samantha Salas | ArgentinienNatalia Méndez María José Vargas | Vereinigte StaatenKelani Lawrence Rhonda Rajsich             | BolivienAngélica Barrios Valeria Centellas Jenny Daza |